# Раковица (Козарска Дубица)
Раковица је насељено мјесто у општини Козарска Дубица, Република Српска, БиХ. Према попису становништва из 1991. у насељу је живјело 288 становника.

## Становништво
Према попису становништва из 1991. године, мјесто је имало 288 становника.
| Демографија | Демографија | Демографија |
| Година      | Становника  | Становника  |
| ----------- | ----------- | ----------- |
| 1948.       | 393         |             |
| 1953.       | 388         |             |
| 1961.       | 423         |             |
| 1971.       | 455         |             |
| 1981.       | 424         |             |
| 1991.       | 288         |             |